# Криванкова
Криванкова — деревня в Вагайском районе Тюменской области, входит в состав сельского поселения Касьяновское.

## География
Деревня находится на берегу реки Сальницкая и озера Кривановского.  В 400 метрах от деревни протекает река Иртыш. 

## Население
| 2010 |
| ---- |
| 4    |